# Flávio Jansen
Flávio Jansen é um engenheiro, formado pela PUC, e empresário brasileiro.
Responsável pelo início do site Submarino.com, atuou na empresa no início das operações em 1999 com seus sócios Antonio Bonchristiano e Marcelo Ballona. Ocupou o cargo de diretor de tecnologia chegando a CEO. Era o presidente da companhia durante a IPO da empresa na Bovespa (atual B3) e durante a fusão com a empresa Americanas.com que resultou na companhia B2W.
Em 2015, Jansen junto com Christian Gaiser, CEO do Bonial International Group e Paulo Humberg, CEO da A5 Investimentos, iniciaram os investimentos na startup Guiato, plataforma para anúncio de promoções de varejistas na web e smartphones.
Em 2016, Jansen assumiu a posição de vice-presidente de estratégia na Câmara Brasileira de Comércio Eletrônico (Câmara-e.net).
Além do conselho administrativo da Locaweb, Jansen também atua como conselheiro em diversas empresas. 
Jansen é um investidor estratégico na YDreams Global Interactive Technologies.